# Selenia phoebearia
Selenia phoebearia là một loài bướm đêm trong họ Geometridae.